# Glees
Glees is een plaats in de Duitse deelstaat Rijnland-Palts, en maakt deel uit van de Landkreis Ahrweiler.
Glees telt 593 inwoners.
De abdij van Maria Laach ligt op grondgebied van Glees, evenals de Duitse militaire begraafplaats Maria Laach.

## Bestuur
De plaats is een Ortsgemeinde en maakt deel uit van de Verbandsgemeinde Brohltal.